# Denizcan Cosgun
Denizcan Cosgun (* 16. Februar 2002 in Salzburg) ist ein österreichischer Fußballspieler.

## Karriere

### Verein
Cosgun begann seine Karriere beim ASV Salzburg. Zur Saison 2012/13 wechselte er zum FC Red Bull Salzburg, wo er allerdings zunächst in der Jugend des Farmteams FC Liefering spielte. Ab der Saison 2014/15 kam er schließlich für die Jugendteams von Red Bull Salzburg zum Einsatz, wo er ab der Spielzeit 2016/17 auch sämtliche Altersstufen der Akademie durchlief.
Zur Saison 2020/21 wechselte er zum Zweitligisten FC Wacker Innsbruck. Bis zur Winterpause stand er jedoch nicht ein Mal im Spieltagskader der Tiroler, für die drittklassigen Amateure allerdings spielte er zehnmal und machte sechs Tore.
Im Jänner 2021 wurde Cosgun für eineinhalb Jahre an den Ligakonkurrenten SV Horn verliehen. Sein Debüt in der 2. Liga gab er im Februar 2021, als er am 15. Spieltag der Saison 2020/21 gegen den SKU Amstetten in der Startelf stand. Während der Leihe kam er insgesamt zu 40 Zweitligaeinsätzen für Horn, in denen er 14 Tore erzielte. Zur Saison 2022/23 kehrte Cosgun nicht nach Innsbruck zurück, das mittlerweile insolvent war, sondern wechselte zum Bundesligisten SV Ried, bei dem er einen bis Juni 2024 laufenden Vertrag erhielt. Für Ried absolvierte er elf Spiele in der Bundesliga, aus der der Klub zu Saisonende aber abstieg. Daraufhin verließ er den Verein nach der Saison 2022/23 wieder.
Nach zwei Jahren ohne Verein wechselte Cosgun zur Saison 2025/26 zum Zweitligisten SV Austria Salzburg.

### Nationalmannschaft
Cosgun spielte im April 2017 erstmals für eine österreichische Jugendnationalauswahl.